# Fèlix de Borbó-Parma
Fèlix de Borbó-Parma, príncep de Luxemburg (Schwarzau, 1893 - Castell de Fischbach, 1970) fou Príncep de Borbó-Parma amb el tractament d'altesa reial que esdevingué el gran duc consort de Luxemburg i el fundador de la dinastia anomenada dels Borbó-Nassau que governa des de 1964 el gran ducat centreeuropeu.
Nascut el 8 de setembre de 1893 a la localitat austríaca de Schwarzau on la família ducal de Parma vivia a l'exili, sent fill del duc Robert I de Parma i de la seva segona muller, la infanta Maria Antònia de Portugal. Fèlix era net per via paterna del duc Carles III de Parma i de la princesa Lluïsa Maria de França mentre que per via materna ho era del rei Miquel I de Portugal i de la princesa Adelaida de Löwenstein-Wertheim-Rosenberg.
El duc Robert de Parma gaudí a partir de 1883 de rendes més que considerable a l'heretà en exclusiva les grans propietats dels Borbons francesos a la mort del comte de Chambord, entre aquestes grans propietats hom hi pot trobar el magnífic castell renaixentista de Chambord a la vall del Loira. La família ducal disposava de dos castells a Àustria que l'emperador Francesc Josep I d'Àustria havia declarat extraterritorials del ducat de Parma.
Ara bé, a la mort del duc Robert I de Parma la fortuna de la casa ducal es veié minvada per les disputes jurídiques entre els hereus del duc la qual cosa feu que les perspectives de Fèlix d'obtenir importants rendes quedessin esvaïdes.
El 6 de novembre de 1919 es casà amb la princesa i després gran duquessa Carlota I de Luxemburg i fou declarat príncep de Luxemburg per gran ducal decret. Carlota era filla del gran duc Guillem IV de Luxemburg i de la infanta Maria Anna de Portugal. La parella tingué sis fills:
- SAR el gran duc Joan I de Luxemburg, nascut al Castell de Berg l'any 1921 i mort l'any 2019.[1][2] Es casà amb la princesa Josepa Carlota de Bèlgica el 1956.
- SAGD la princesa Elisabet de Luxemburg, nascuda al Castell de Berg l'any 1922 i mort l'any 2011. Es casà amb el duc Francesc Ferran de Hohenberg el 1956.
- SAGD la princesa Maria Adelaida de Luxemburg, nascuda al Castell de Berg l'any 1924 i mort l'any 2007. Es casà amb Karl Josef, Comte Henckel von Donnersmarck l'any 1958.
- SAGD la princesa Maria Gabriela de Luxemburg, nascuda al Castell de Berg l'any 1925. Es casà el 1951 amb l'aristòcrata Knud Johan Ludvig Lehnsgraf Holstein til Ledreborg.
- SAGD el príncep Carles Felip de Luxemburg, nascut al Castell de Berg l'any 1927 i mort a la localitat italiana d'Imbercati l'any 1977. Es casà amb la ciutat estatunidenca Joan Douglas Dillon l'any 1967.
- SAGD la princesa Alícia de Luxemburg, nascuda al Castell de Berg l'any 1929 i mort l'any 2019. Es casà l'any 1950 amb el príncep Antoni de Ligne.

A diferència d'altres prínceps consorts, Fèlix no perdé mai els seus títols propis i el seu cognom s'integrà al de la dinastia luxemburguesa. Entre 1923 i 1932 fou president de la Creu Roja de Luxemburg i també ho fou des de 1947 i 1969. Fou coronel del Cos voluntari de l'exèrcit luxemburguès des de 1920 i inspector general des de 1945 i fins a 1967. Anteriorment havia servit com a lloctinent a l'exèrcit austriac.